# Птичища и птички
„Птичища и птички“ (на италиански: Uccellacci e uccellini) е италиански филм от 1966 година на режисьора Пиер Паоло Пазолини, заснет по негов сценарий. Енио Мориконе е автор на музиката, а Доменико Модуньо пее на субтитрите на филма.  В главните роли са Нинето Даволи и Тото.
Пазолини заявява, че това е любимият му филм. На английски език филмът е известен като „Ястребите и врабчетата“ (The Hawks and the Sparrows).

## Сюжет
Тото и синът му Нинето обикалят квартала и околията на Рим. По време на разходката те виждат как изнасят мъртвец на носилка от една къща след убийство. После по пътя срещат говорещ гарван. Гарванът впоследствие разказва историята на двама францискански монаси – Фра Чичилио и Фра Нинето (изиграни пак от Тото и Нинето), които са накарани от св. Франциск да проповядват Евангелието на ястребите и врабчетата. След много месеци те успяват да проповядват любов между видовете поотделно на ястребите и на врабчетата, но не са в състояние да ги накарат да се обичат едни други. Ястребите продължават да убиват и ядат врабчетата, тъй като това е в тяхната природа.
След приказката пътуването на Тото и Нинето продължава, като Гарванът все още ги придружава. Те се сблъскват с други хора: земевладелци, семейство, живеещо в абсолютна бедност, без храна и което Тото заплашва да изгони от къщата, ако не плати наема, група от пътуващи актьори (представляващи маргинализирани от обществото фигури като лека жена, хомосексуалист, възрастни хора, расови малцинства и хора с увреждания), която ги моли да бутат стар Кадилак, за да запали, богаташ, който очаква Тото да му даде парите, които му дължи (за разлика от по-ранния епизод, където Тото иска наема). 
Следва кратко извлечение на новини и кадри от погребението на Палмиро Толяти – лидер дълго време на Италианската комунистическа партия. После, след като се срещат с проститутка, те в крайна сметка убиват и изяждат Гарвана.

## В ролите
| Изпълнител        | Роля                         |
| ----------------- | ---------------------------- |
| Тото              | Невинни Тото / брат Чичилио  |
| Нинето Даволи     | Невинни Нинето / брат Нинето |
| Феми Бенуси       | проститутката Луна           |
| Франческо Леонети | гласът на Гарвана            |
| Габриеле Балдини  | Инженерът                    |
| Ренато Монталбано | Свети Франциск               |
| Рикардо Реди      | Дантистът                    |